# A Bolt from the Sky (film 1915)
A Bolt from the Sky è un cortometraggio muto del 1915. Il nome del regista non viene riportato nei credit del film che, prodotto dalla Balboa Amusement Producing Company, aveva come interpreti Henry King e Jackie Saunders.

## Produzione
Il film fu prodotto dalla Balboa Amusement Producing Company. Venne girato in California, a Long Beach, località dove si trovava la sede della casa di produzione.

## Distribuzione
Distribuito dalla Pathé Exchange, il film - un cortometraggio in tre bobine - uscì nelle sale cinematografiche degli Stati Uniti il 10 novembre 1915.